# Polistes bischoffi
Polistes bischoffi är en getingart som beskrevs av Weyrauch 1937. Polistes bischoffi ingår i släktet pappersgetingar, och familjen getingar. Inga underarter finns listade i Catalogue of Life.

## Bildgalleri

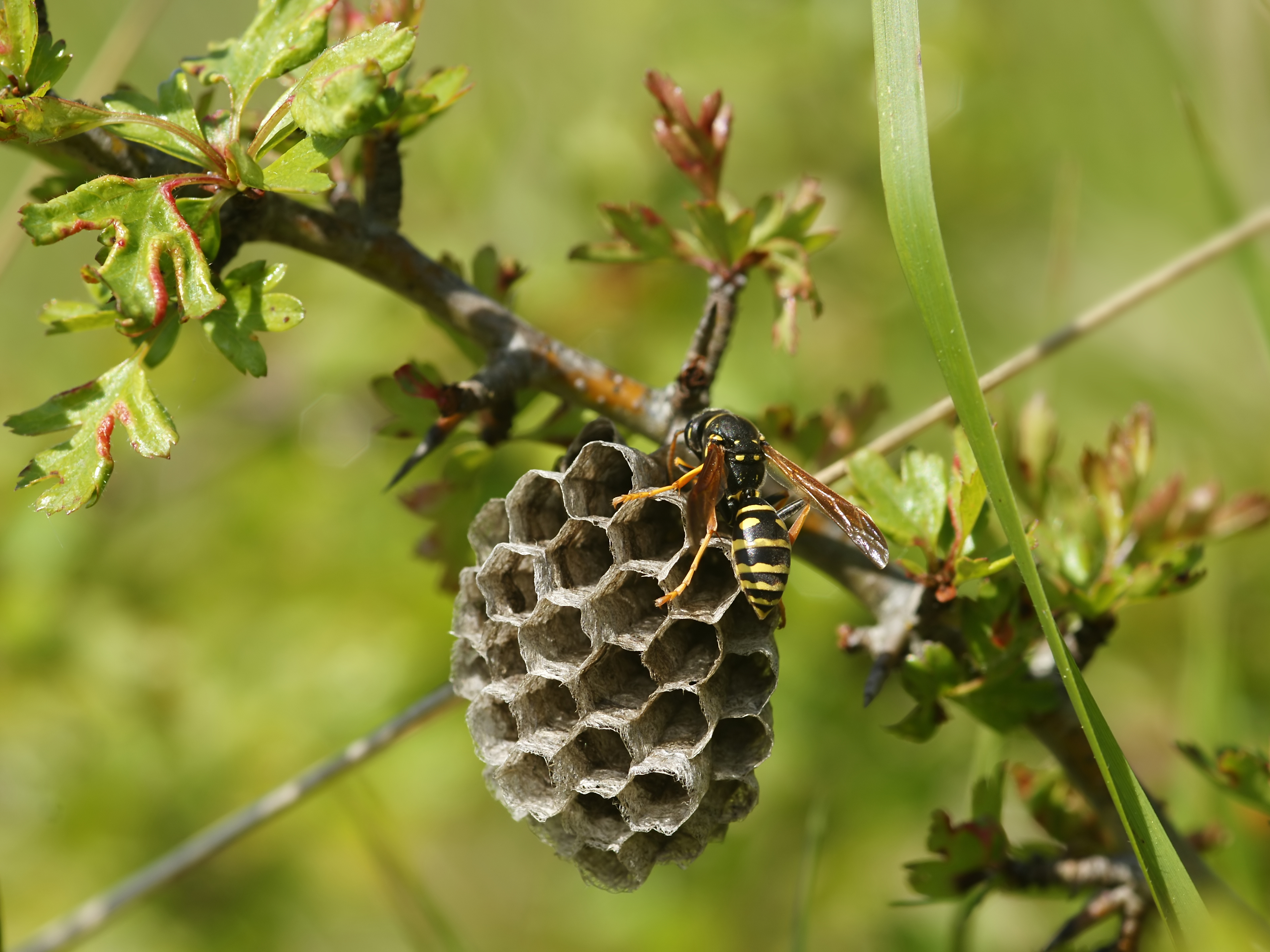
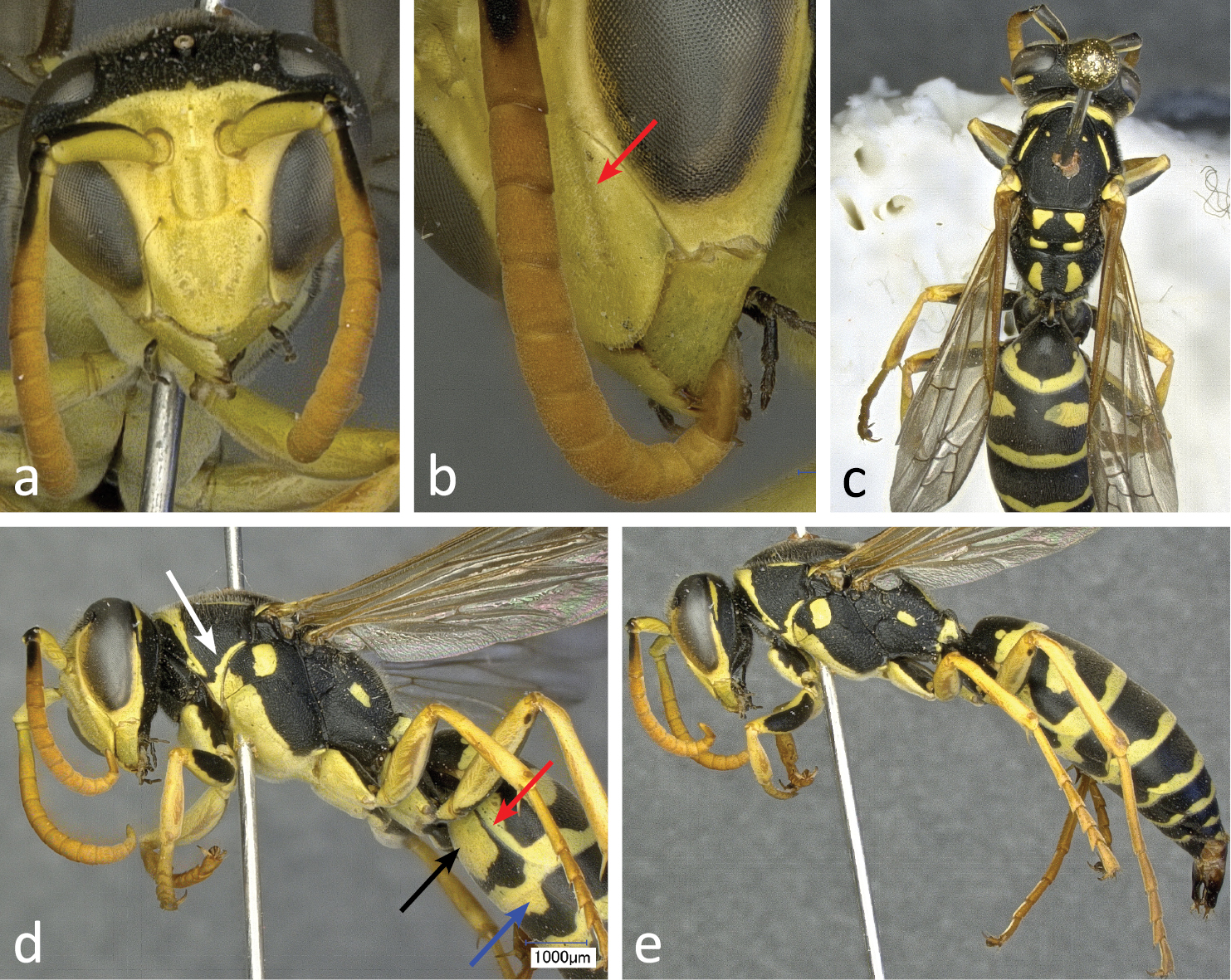